# Slavia Hradec Králové

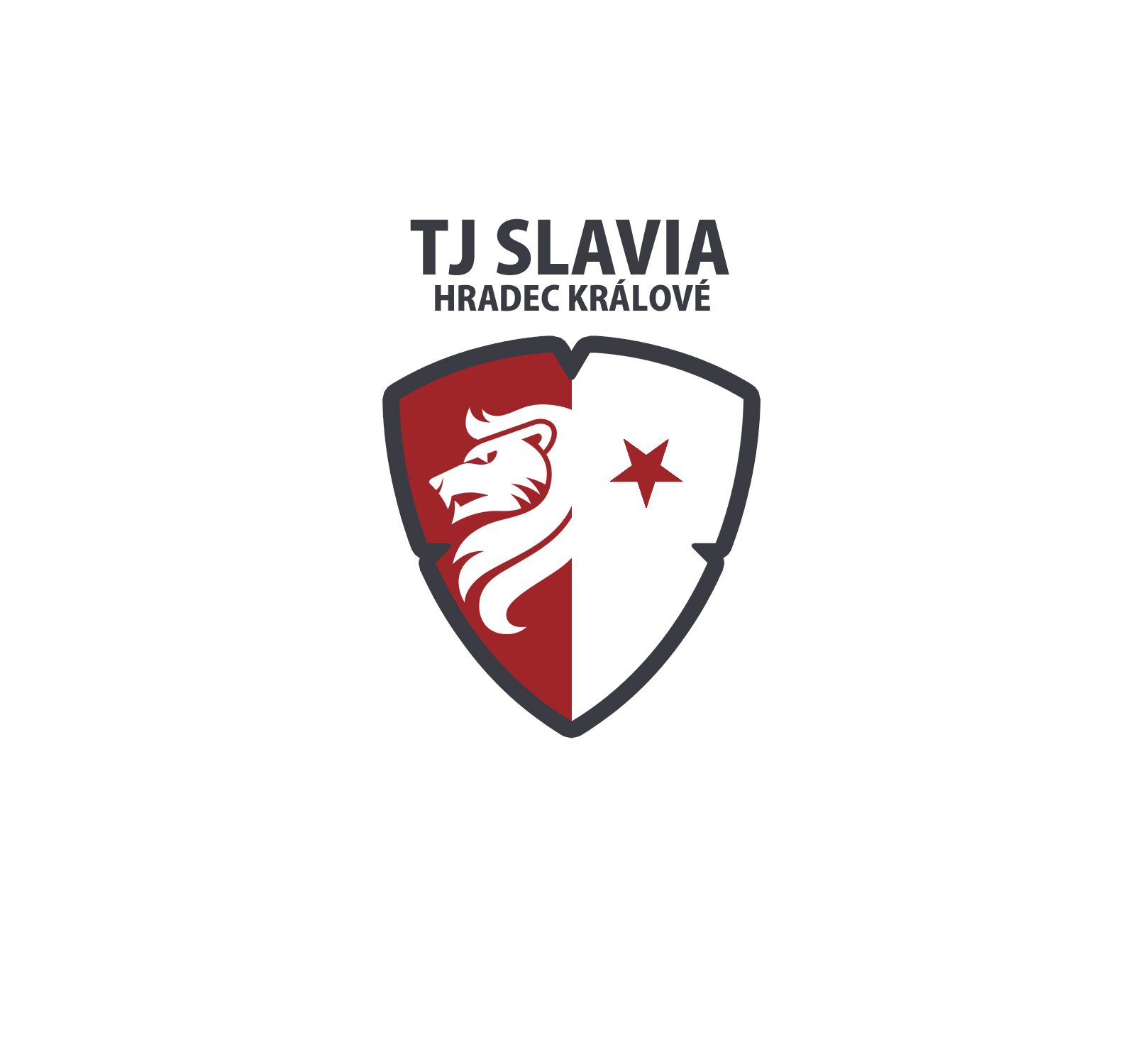
Logo TJ Slavia Hradec Králové

Slavia Hradec Králové je jednou z největších tělovýchovných jednot ve Východočeském kraji. Má přes 1000 členů, kteří jsou registrováni ve více než 10 oddílech. Mezi ty nejpočetnější patří volejbal, pozemní hokej, házená, vodní pólo nebo moderní gymnastika. Tělovýchovná jednota klade důraz na práci s mládeží a její volnočasové aktivity. Může se pochlubit i vrcholovým a výkonnostním sportem.
Jednotlivé oddíly využívají nové venkovní areály Slavia, Farářství a Městské lázně. Sportovní hala v areálu Slavia je největší sportovní halou v České republice a nachází se v Orlické kotlině. Kromě tréninků nabízí prostory pro pořádání sportovních zápasů, turnajů a jiných akci. Součástí haly je i malý sál, dvě restaurace a posilovna.
TJ Slavia funguje za podpory města Hradec Králové, Královéhradeckého kraje, České unie sportu a Ministerstva školství, mládeže a tělovýchovy.

## Minulost

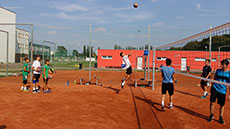
Areál Slavia

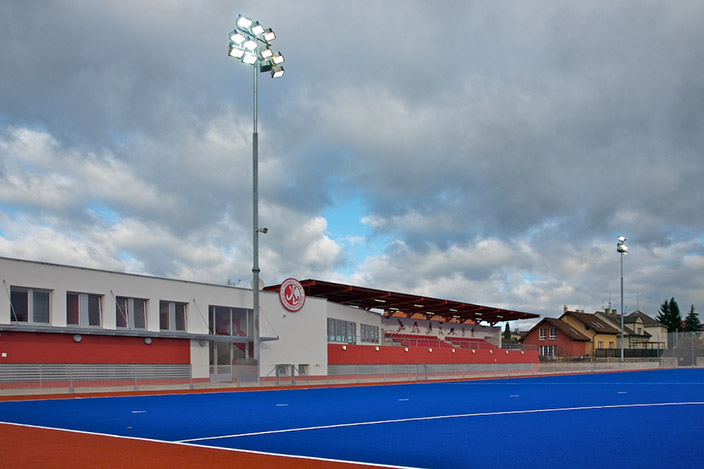
Areál Farářství

V září 1966 bylo v prvním Slávistickém zpravodaji RUCH uveřejněno sloučení TJ Žižka a TJ Slovan, při kterém vznikla nová TJ Slavia Hradec Králové. Sloučení proběhlo na výroční konferenci delegátů obou klubů v červnu roku 1966. Delegáti se usnesli na těchto bodech a plánech do budoucna:
1. sloučením má TJ Slavia 1 500 členů, 14 sportovních oddílů  (odbíjená, kopaná, házená, tenis, šachy, stolní tenis, pozemní hokej, krasobruslení, plavání, lyžaři, horolezci, vodáci, lukostřelba, umělecká gymnastika, odbor ZTV a turistiky)
2. pro vzájemné poznávání všech členů se budou pořádat různé společenské akce, vydávat zpravodaj, ustaví se společenský odbor přátel
3. zlepšit podmínky v Orlické kotlině výstavbou dalších sportovišť, postavit nový šatnový objekt
4. zajistit materiální podmínky pro další život TJ vlastními mimořádnými akcemi oddílů nebo podnikáním
5. projednat zajištění tělocvičen oddílům a odborům
6. zlepšit postavení dobrovolných trenérů a poskytnout jim potřebnou metodickou pomoc
7. pořádat v září Sportovní den jako slavnost k nástupu do nové sezóny
8. působit a spolupracovat s blízkým podnikem Tesla a obyvateli Orlické kotliny na zavedení masové tělesné výchovy mezi pracujícími a dalšími občany města
9. pořádat sportovní turnaje a podniky většího rozsahu a obohacovat tak sportovní život města

## Současnost
V současnosti provozuje Slavia Hradec Králové kolem 10 sportovních oddílů. Mezi nejaktivnější patří volejbal, pozemní hokej, vodní pólo a moderní gymnastika.

### Volejbal

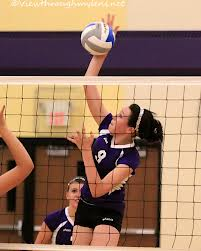

Oddíl volejbalu má více než 400 členů a je největším volejbalovým oddílem východočeského kraje.  Družstva pokrývají všechny věkové kategorie. Extraligu hrají kadeti, první ligu hrají junioři, juniorky a ženy. Muži hrají druhou ligu. Několikanásobným mistrem republiky je družstvo superveteránů nad padesát let.
Činnost oddílu je zaměřena hlavně na mládež. Nábory probíhají celoročně, především ve spolupráci se ZŠ Bezručova, ZŠ Kukleny a MŠ Čtyřlístek. Odchovankyně a odchovanci hrají soutěže po celé republice:
- Michaela Ambrožová (reprezentace ČR kadetek, Sokol Šternberk)
- Lucie Droznová (reprezentační výběr Lvíčat, Olymp Praha)
- Aleš Holubec (reprezentace ČR, Dukla Liberec)
- Tomáš Kunc (reprezentace ČR U 21, Dukla Liberec)
- Miroslav Drozen (reprezentace U 19, ČZU Praha) a další

### Pozemní hokej

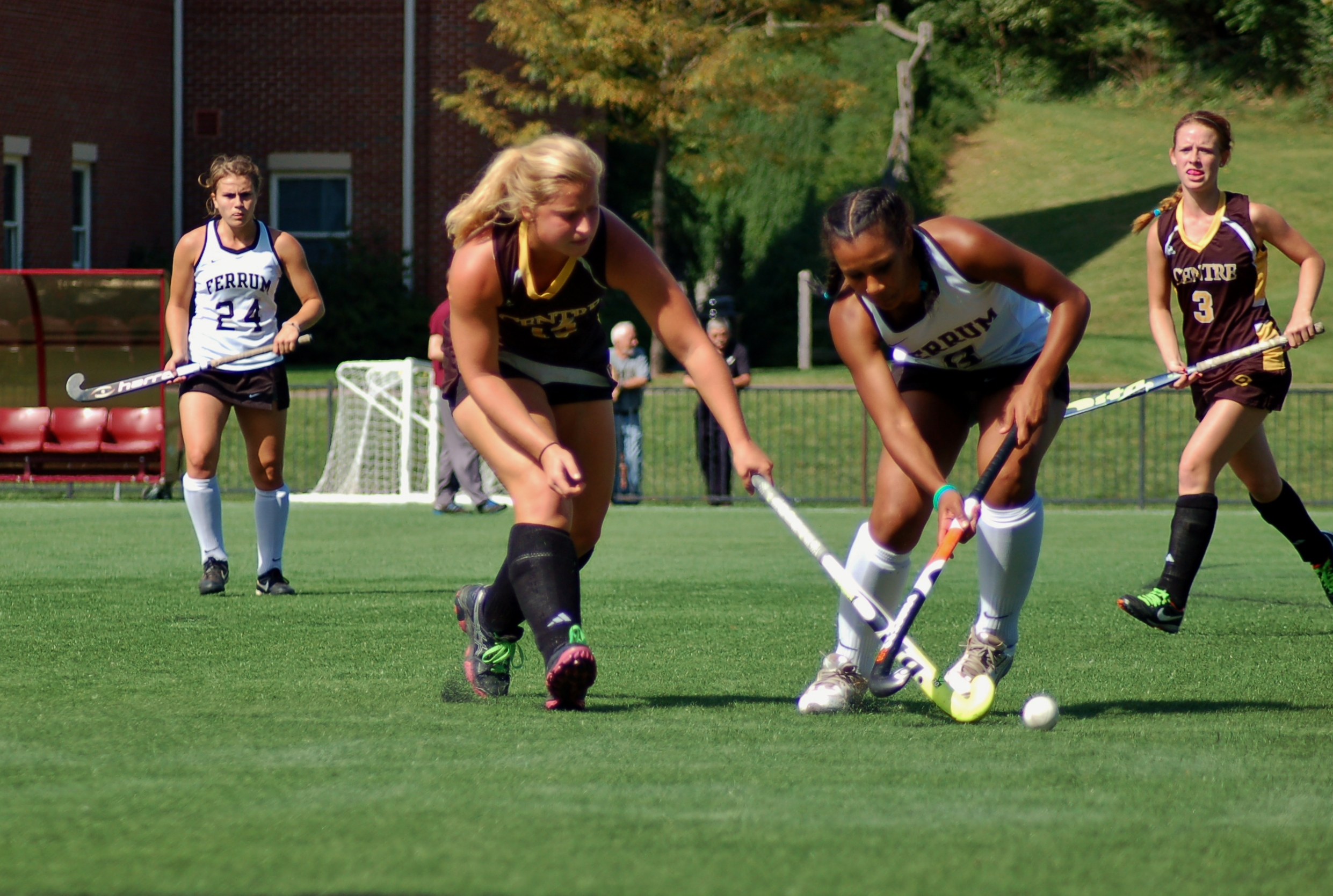

Oddíl pozemního hokeje působí od roku 1955. Oddíl má přes 200 sportovců a organizačních pracovníků. Činnost oddílu je zaměřena hlavně na mládež. Nábory probíhají celoročně, především ve spolupráci s MŠ Hrubínova a ZŠ Pouchov.
Oddíl pozemního hokeje získal několikrát ocenění „Nejlepší sportovní kolektiv dospělých“ a „Sportovní naděje mládeže“ Hradce Králové a Královéhradeckého kraje.
Muži a ženy hrají extraligové soutěže a mládež nejvyšší domácí soutěže dorostu a žactva. Za dobu své existence se oddíl pozemního hokeje může pyšnit tituly - mistři a vicemistři Československa a České republiky v kategoriích dospělých, dorostu a žactva venku i v hale. Účastnil se PMEZ a v roce 2016 vyhráli muži soutěž European  Interleague.
Od roku 2014 oddíl trénuje a hraje venku v nově vybudované aréně Farářství a v zimě ve Sportovní hale TJ Slavia v Orlické kotlině. V aréně Farářství bylo pořádáno ME juniorů a juniorek do 21 let, Světová liga mužů i žen a Turnaje Olympijských naději.

### Vodní pólo

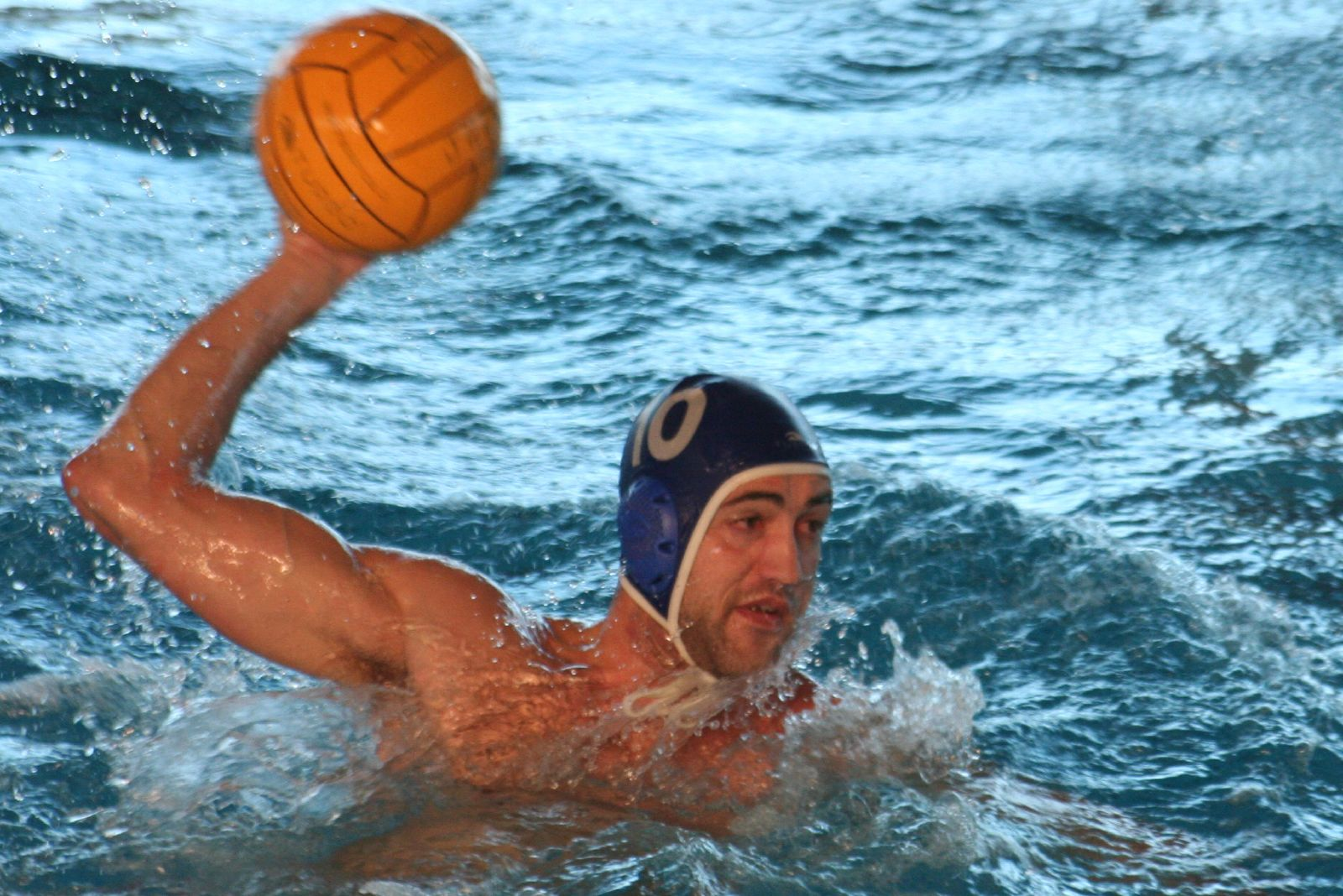

Oddíl vodního pólo patří k tradičním sportům Slavie Hradec Králové. Týmy mládeže získaly mnoho přebornických titulů a dosáhly řadu dalších velmi dobrých výsledků. Hráči a hráčky oddílu jsou často nominování do reprezentačního výběru ČR.
Prakticky ve všech mužských a ženských kategoriích se družstva účastní soutěží Českého svazu vodního póla a turnajů v tuzemsku a zahraničí. Největšími úspěchy klubu jsou:
- výhry žen a další medailová umístění v I. lize
- úspěšná mise v Poháru mistryň evropských zemí
- výhra mužů v poháru ČSVP a 2. místo v I. lize

Zázemím pro činnost oddílu je 50-metrový bazén na Eliščině nábřeží v Hradci Králové.

### Moderní gymnastika

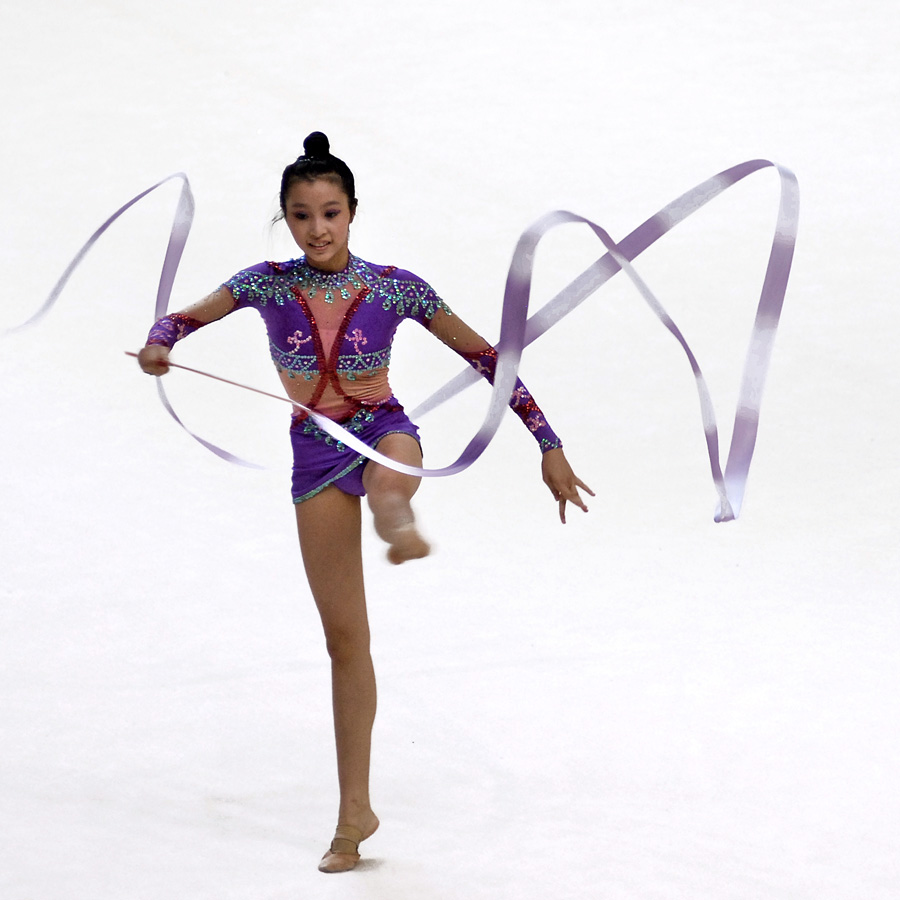

Oddíl moderní gymnastiky má okolo 75 dětí ve třech kategoriích výkonnosti - základní, kombinovaný a volný program. V základním a kombinovaném programu je 5 dětí, které se umisťují na předních místech v závodech východočeské ligy. Ve volném programu pro vrcholové sportovce je 13 dětí, které mají výborné výsledky po celý rok.
Oddíl moderní gymnastiky vystupuje na různých kulturních akcích v Hradci Králové - Nábřeží sportu, Naděje královéhradeckého sportu, Sportovec roku nebo Festival sportu.

### Rugby

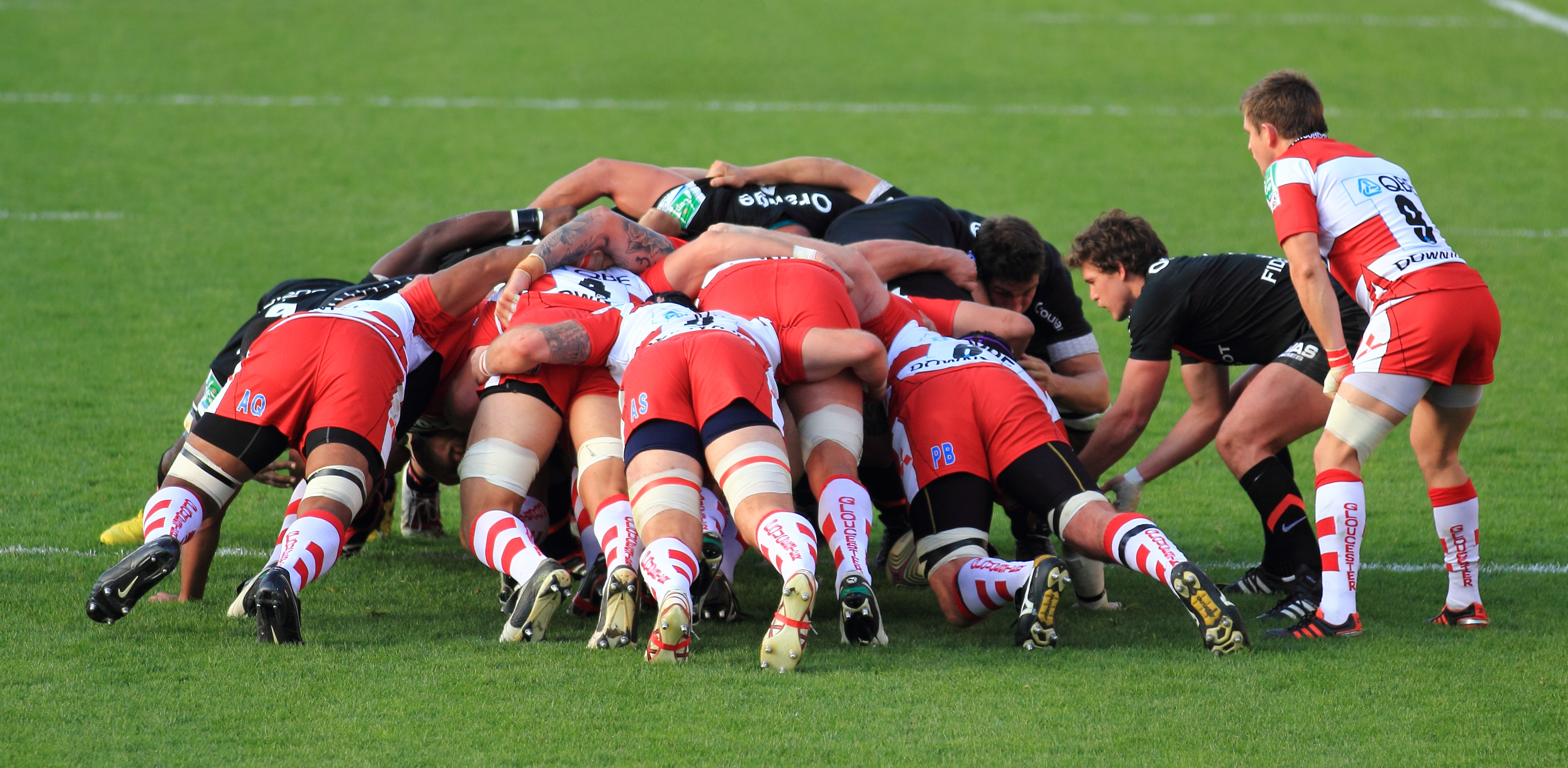

Oddíl Rugby League Club vznikl v Hradci Králové v roce 2011 a od roku 2013 se stal součástí Slavie Hradec Králové. Od roku 2014 hraje 1. divizi a reprezentuje tak Slavii v nejvyšší soutěži v České republice. Nábor hráčů a hráček probíhá celoročně.
Oddíl rugby se pravidelně účastní turnajů a přátelských zápasů. Současný trenér rugby v Hradci Králové Ladislav Cintler je zároveň trenérem české reprezentace. Několik hráčů působí v reprezentačním výběru ČR.

### Házená

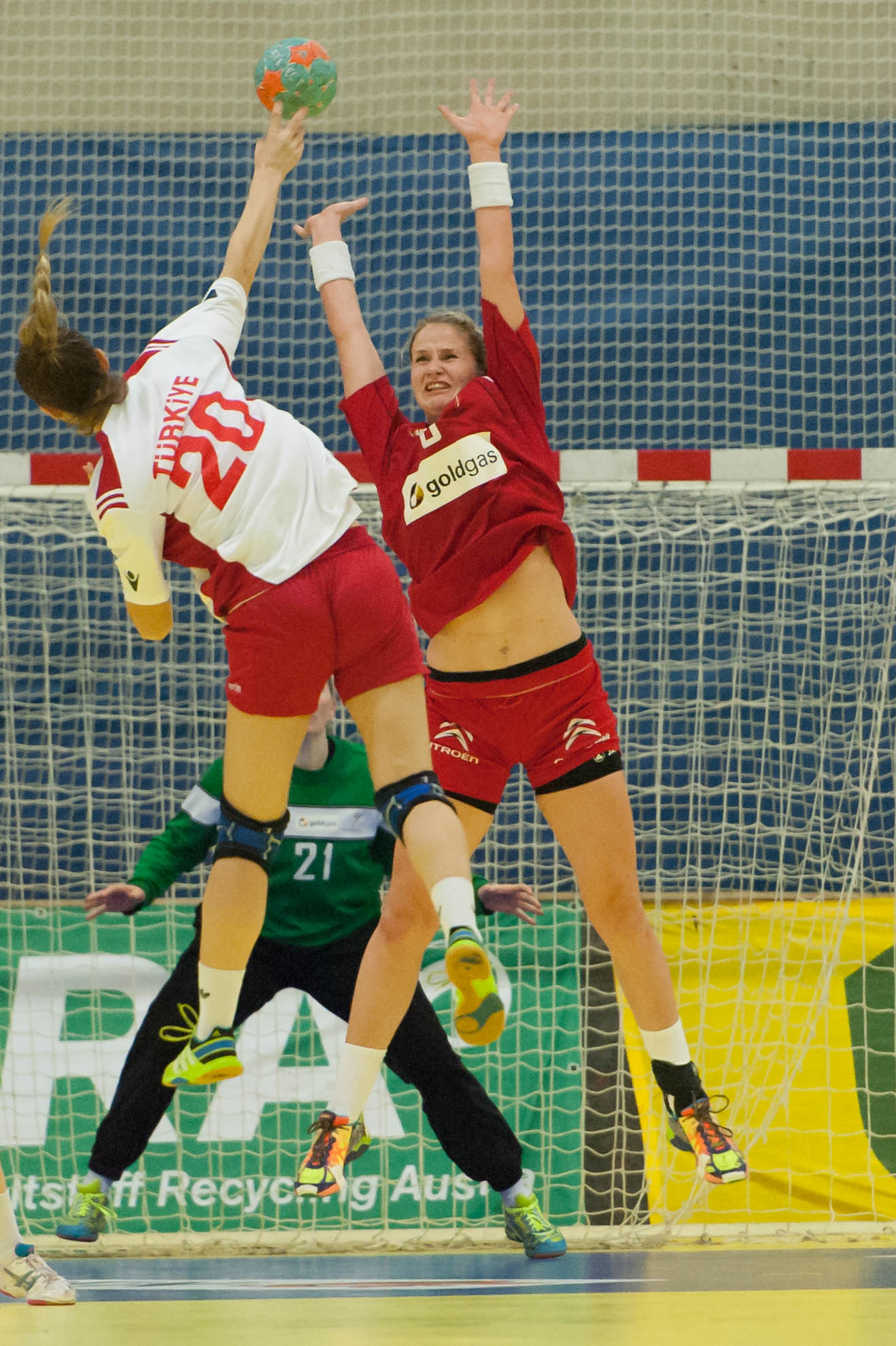

Oddíl házené má kolem 60 členů, především mužů.  Aktivními sportovci jsou pouze dorostenci, kteří spolupracují s HC Pardubice a Dukla Praha. Členy oddílu házené jsou i veteráni, kteří se úspěšně zúčastňují veteránských turnajů.
Od roku 2010 je každoročně začátkem ledna v hale Slavia pořádán mládežnický turnaj v házené Hradecký lev.

### Nohejbal

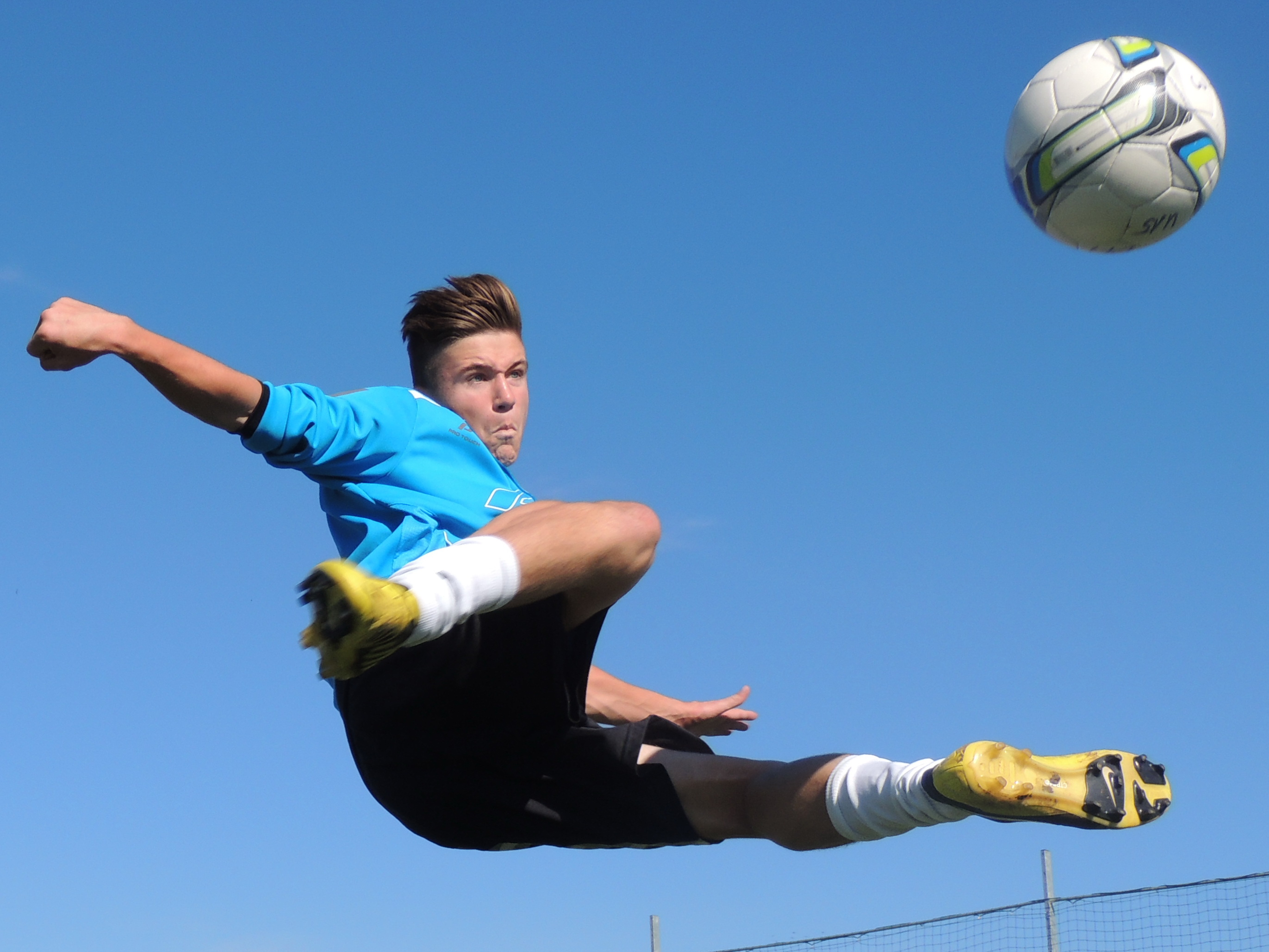

Oddíl nohejbalu hraje v současné době okresní soutěž. Několik mladých odchovanců odešlo v minulých letech do jiných klubů, které hrály vyšší soutěž. Oddíl se tak snaží získat silnější základnu mezi mládeží.
Aktivní je kategorie mužů, která kromě soutěže pořádá i tradiční turnaj na konci června a účastní se řady turnajů, včetně veteránské soutěže.

### ASPV

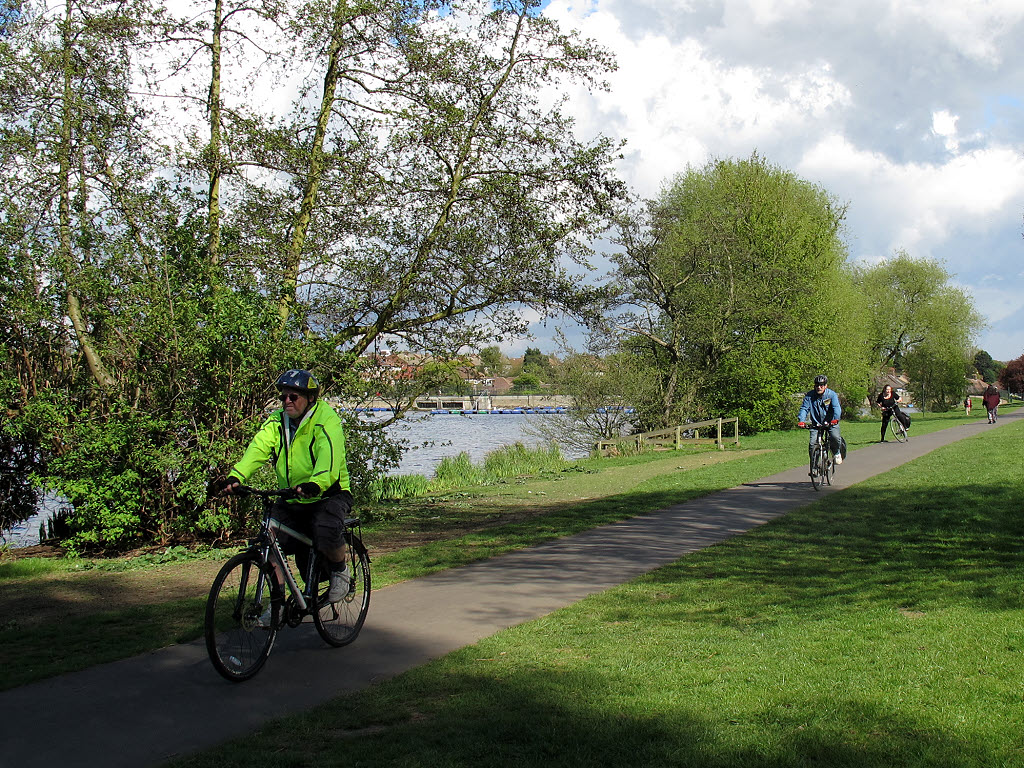

Odbor ASPV (Asociace sportu pro všechny) má dva oddíly - muže a ženy. Cvičení žen je zaměřeno převážně na zdravotní tělovýchovu, cvičení mužů na všeobecnou tělovýchovu.
Cvičení mužů zahrnuje nohejbal, volejbal, malou kopanou nebo zdravotní tělovýchovu pro seniory. V letních měsících probíhá cvičení v přírodě a velmi oblíbená je cyklistika. 
Odbor žen se věnuje všeobecné gymnastice a zdravotní tělovýchově. V letních měsících stejně jako u mužů probíhá cvičení v přírodě a velmi oblíbená je cyklistika.